# Claudia Christian
Claudia Christian (Glendale, Califórnia, em 10 de agosto de 1965) é uma atriz norte-americana conhecida pela personagem Susan Ivanova na série de televisão Babylon 5.
Participou também como personagem do jogo para console sega "saturn solar eclipse".